# Tour de Besse
La tour de Besse est une tour située sur la commune d'Anzat-le-Luguet, en France.

## Localisation
La tour est située sur la commune d'Anzat-le-Luguet, dans le département du Puy-de-Dôme, en région Auvergne-Rhône-Alpes.

## Historique
Construite au XIIe siècle et achevée au XIIIe siècle, la tour de Besse dépendait de la seigneurie de Mercœur. Elle était défendue par un fossé et un talus.

## Description
Érigée sur un amoncellement rocheux, la tour de Besse est de section carrée et a été conçue comme un lieu d'habitation. Elle comporte trois niveaux, dont deux avec voûtement en berceau, et un niveau de terrasse entouré par un parapet, dont les bases subsistent encore.

## Protection
Propriété de la commune depuis 2005, la tour, y compris les fossés et talus, est inscrite au titre des monuments historiques par arrêté du 10 octobre 2005.